# イギリス文学者
イギリス文学者（イギリスぶんがくしゃ）とは、狭義にはイギリス文学作品の研究を専攻する研究者を、広義には英語で書かれた文学作品ないし英語圏における文学作品の研究者をいう。翻訳家・作家を含めて呼ぶ場合もある。
英文学者 （えいぶんがくしゃ） ともいう。イギリス文学#イギリス文学の研究者も参照。

## 日本の主なイギリス文学者一覧

### あ行
- 安西徹雄
- 磯田光一
- 上田和夫
- 奥井潔
- 小津次郎

### か行
- 鍵谷幸信
- 小林章夫
- 勝田孝興

### さ行
- 斉藤勇
- 相良次郎

### た行
- 田部重治
- 冨山太佳夫
- 外山滋比古

### な行
- 中野好夫
- 夏目漱石

### は行
- 平井正穂
- 福田恆存
- 藤田実

### ま行
- 丸谷才一
- 宮崎雄行
- 村上淑郎

### や行
- 柳瀬尚紀
- 由良君美
- 吉田健一

### わ行
- 鷲津名都江